# Alicia-Awa Beissert
Alicia-Awa Beissert (* 24. September 1997) ist eine deutsche Pop- und R’n’B Sängerin. Sie steht bei dem Musiklabel Gold League, einer Tochtergesellschaft von Sony Music, unter Vertrag.

## Biografie

### Kindheit
Alicia-Awa Beissert wurde 1997 in Castrop-Rauxel geboren. Ihre Mutter stammt aus Burkina Faso und Mali, ihr Vater ist Deutscher. In ihrer Kindheit hat sie Klavier, Ballett und Schauspiel gelernt, stellte aber bald fest, dass das nicht das Richtige für sie sei. Daraufhin lernte sie das Singen und Tanzen nach Vorbildern aus der Popularmusik.

### 2015–2019: Karrierebeginn mit The Voice of Germany und DSDS
2015 war Alicia Kandidatin bei The Voice of Germany in der 5. Staffel, wo sie im Team von Andreas Bourani in den Knockouts ausschied. 2019 nahm sie an der 16. Staffel von Deutschland sucht den Superstar teil. Beim Casting erhielt sie für ihre Interpretation von Rihannas Stay vom Jurymitglied Oana Nechiti ihre „Goldene CD“, wodurch sie eine Runde übersprang und es automatisch in den DSDS-Auslandsrecall nach Thailand geschafft hatte. Im Finale, April 2019, erreichte sie mit 7,74 % der Zuschaueranrufe den vierten Platz.

### 2020: Musikalische Findungsphase und Fassade
Nach dem darauffolgenden rasanten Wachstum auf den Social-Media-Plattformen, hat sich Alicia zunächst der eigenen Musik gewidmet und am 11. Dezember 2020 ihre erste Single Fassade veröffentlicht. Mit dem Track thematisiert sie die Vorurteile, mit denen sie in der Vergangenheit ständig konfrontiert wurde.

### 2021: Musikalische Entwicklung
Am 22. Januar 2021 veröffentlichte Alicia ihre zweite Single Yes Indeed. Einen Monat später folgte der Song BSTRD, mit dem sie auf „Women Empowering“ setzt: „BSTRD ist ein sehr persönlicher Song aus meinem Leben. Er bedeutet für mich Stärke und Frauenpower.“ Am 5. März 2021 veröffentlichten Alicia und ART gemeinsam den Song Tut Weh über 23HOURS und FUTURA. Am 9. April 2021 veröffentlichte Alicia ihre nächste Single Raised a G, mit der sie die Kostbarkeit ihrer Zeit und die damit einhergehenden Probleme thematisiert. In dem folgenden YouTube Format „Brust Raus“ vom SWR erzählt Alicia mehr über den Track und dessen Hintergründe und Inspirationen. Am 7. Mai 2021 veröffentlichte Alicia den Track MAMA, den sie ihrer Mutter widmete. Mit dem Song verarbeitet sie außerdem ihre Beziehung zu ihrem Vater und spricht offen über ihre Erfahrungen und Lehren, die sie aus der Vergangenheit gezogen hat. Mit der Single Love Myself, die am 25. Juni 2021 erschienen ist, inspiriert Alicia die junge Generation zu mehr Selbstliebe und weniger gesellschaftlichem Vergleich. Am 24. September 2021 veröffentlichte sie die Single Fremder. Zusammen mit Fourty hat Alicia den Song Zwischen Uns am 16. Dezember 2021 veröffentlicht.

### 2022: Female Empowerment mit ZDF und RTL
Am 20. Januar 2022 veröffentlichte Alicia mit Nessi, Bounty & Cocoa, Celo Minati und Charisma die Single Wenn ich will, mit dem sie in der „Female Collabo“ noch einmal die Bewegung der „Female Empowerment“ verstärken wollen. Zum ersten Mal in der Deutschrap-Geschichte vereint die „Female Collabo“ sechs Rapperinnen und Sängerinnen auf einem Track. In der am 2. März 2022 veröffentlichten Folge des ZDF-Formats „GERMANIA“ fasst Alicia die Themen aus ihren Songs zusammen und spricht unter anderem über ihren musikalischen Weg und ihren Kampf gegen Rassismus, Klischees und Vorurteile. Am 8. Juli 2022 folgt die nächste Single Karamell. In dem Format „GOLD BARS“ von Alles Gold, das am 20. September 2022 veröffentlicht wurde, spricht Alicia über ihre musikalische Entwicklung und die Entstehung ihrer Songs. Auch in der Reihe „HipHop – The Future is Female“ hatte Alicia einen Auftritt, der seit dem 25. November 2022 exklusiv auf RTL+ zu sehen ist und ihr Leben als Künstlerin weiter reflektiert wird.

### 2023: Glamour Women of the Year Award und Levis Markenbotschafterin
Anfang Mai 2023 war Alicia in einem Musikvideo von Alicia Keys zu sehen. Im Juni 2023 war Alicia die Markenbotschafterin von Levis. Im November 2023 gewann Alicia einen Award von der Glamour Germany in der Kategorie „Rising Star“. Zudem erhielt sie ein Cover für Glamour Germany.

### Sonstiges
Alicia betreibt zusammen mit Alex Mariah Peter den Podcast Yum Yum Hustlers.

## Diskografie

### Singles
- 2019: Good Things
- 2020: Fassade
- 2021: Yes Indeed
- 2021: BSTRD
- 2021: BSTRD – Akustik Version
- 2021: Raised a G
- 2021: MAMA
- 2021: Love Myself
- 2021: Fremder
- 2022: Karamell
- 2023: Manchmal fehlst du
- 2023: Lost in Paradise
- 2023: Rosen
- 2023: Egal was

### Gastbeiträge
- 2016: Summertime – PaperClap feat. Alicia-Awa
- 2020: Gift – Kontra K feat. Alicia Awa
- 2021: Tut weh – ART & Alicia Awa
- 2021: Zwischen uns – Fourty & Alicia Awa
- 2022: Wenn ich will – Nessi, Bounty & Cocoa, Celo Minati & Charisma

### Fernsehen / Interviews
- 2015: The Voice of Germany
- 2019: Deutschland sucht den Superstar
- 2020: ZDF Germania
- 2021: SWR – Brust raus
- 2022: Alles Gold – GOLD BARS
- 2022: RTL+ – HipHop – The Future is Female